# Chorowo
Chorowo (kaszb. Chòrowò) – osada w Polsce położona w województwie pomorskim, w powiecie słupskim, w gminie Kępice.
W latach 1975–1998 miejscowość należała administracyjnie do województwa słupskiego